# Way of the Dragon
El paso del dragón o El furor del dragón (chino: 猛龍過江 - Eng long guojiang) (en inglés: Way of the Dragon) es una película de artes marciales de Hong Kong, tercera película dirigida y protagonizada por Bruce Lee. Estrenada en 1972, en ella Lee trabaja junto a grandes expertos en artes marciales como Chuck Norris y Robert Wall. La película culmina con la llamada "Pelea del Siglo" en el Coliseo Romano entre Bruce Lee y Chuck Norris, karateka estadounidense siete veces campeón del mundo.

## Sinopsis
Tang Lung (Bruce Lee), un campesino chino, llega a Roma para ayudar a Chen Ching-Hua (Nora Miao) en la atención de un restaurante chino, sin embargo el establecimiento está siendo amenazado por la mafia local que pretende controlar su restaurante.
Al principio, a Tang le incomodan las costumbres europeas, Chen y sus compañeros del restaurante creen que Tang no es más que una persona rústica que no les servirá de ayuda, en su ingenuidad incluso ayuda a los mafiosos locales. Pero todos cambian pronto de opinión durante una de las visitas de los mafiosos, Tang se revela como un maestro de las artes marciales despachando a sus oponentes en cuestión de segundos. Tang enfrenta a la mafia chino-romana y amenaza al cabecilla, un chino amanerado, de desistir sus intentos de agresión.
Como consecuencia, comienzan una serie de violentos ataques contra el personal del restaurante que culminan con la llegada de un asesino estadounidense llamado Colt, protagonizado por Chuck Norris, quien reta a Tang a una lucha a muerte en el Coliseo Romano, en ese lugar se desarrolla el llamado combate del siglo, donde al principio Colt parece tener ventaja técnica sobre el Kung Fu de Lung, pero Lung finalmente usando técnicas de Jeet Kune Do, acaba teniendo una corta ventaja sobre Colt, matándole y dejando en evidencia la superioridad de su refinada arte marcial.

## Reparto
- Bruce Lee como "Tang Lung".
- Chuck Norris como "Colt".
- Nora Miao como "Chen Ching Hua".
- Robert Wall como "Fred".
- Jon T. Benn como "El Jefe Malo"
- Paul Wei Ping-Ao como "Ho".
- Chung-Hsin Huang como "Dueño del Restaurante"
- Hwang In-shik como "Artista Marcial Japonés".
- Malisa Longo como la "Prostituta Italiana".

## Producción y recepción

Logotipo Concord Production Inc.

Bruce Lee fundó su propia compañía de producción, Concord Production Inc., con el fundador de Golden Harvest, Raymond Chow. La película cuenta con un 100% de rating aprobatorio en el sitio de Internet Rotten Tomatoes basado en ocho reseñas. Way of the Dragon se convirtió en un nuevo récord de taquilla en Hong Kong tras su lanzamiento. Fue ubicada en la posición #95 en la lista de la revista Empire "las 100 mejores películas del cine mundial" en 2010.